# ريتشموند (محطة مترو أنفاق لندن)
ريتشموند (بالإنجليزية: Richmond)‏ هي إحدى محطات مترو أنفاق لندن. تقع على خط ديستريكت أفتتحت في المنطقة (Zone) رقم 4 أفتتحت في 27 يوليو 1846، 1 يونيو 1877. وتقع في منطقة ريتشموند وتقدم المحطة خدمتي قطار الأنفاق والقطار السريع الموصل لخارج مدينة لندن. 